# Norman Vincent Peale

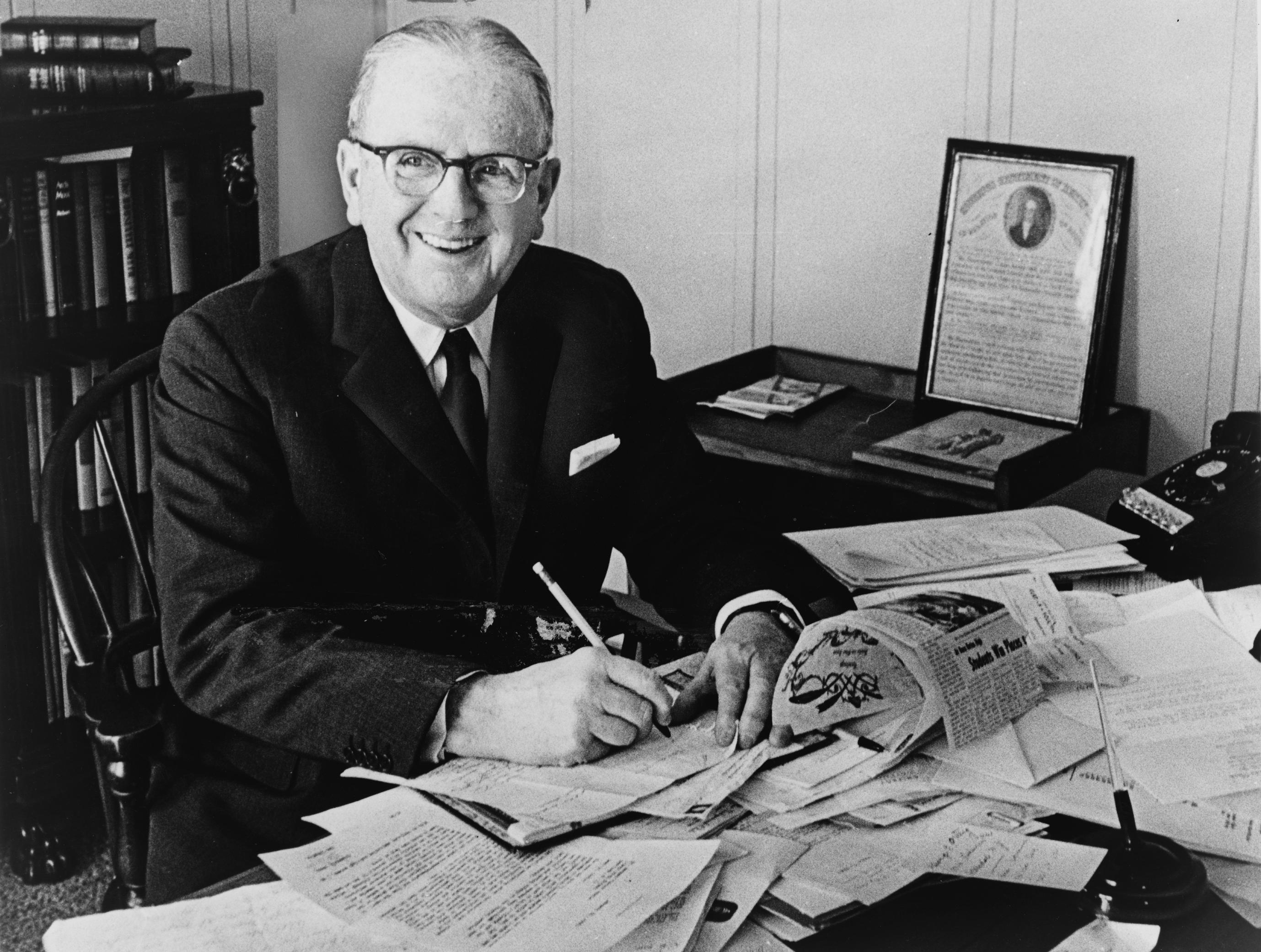
Norman Vincent Peale (1966)

Norman Vincent Peale mit seinem ersten Werk Die Kraft positiven Denkens (1986)

Norman Vincent Peale (* 31. Mai 1898 in Bowersville, Ohio, USA; † 24. Dezember 1993 in Pawling, New York) war ein US-amerikanischer Pfarrer, Autor und Freimaurer.

## Leben
Peale wurde methodistisch erzogen, wechselte aber später zur Reformierten Kirche von Amerika und arbeitete ab 1932 als Pfarrer in der Marble Collegiate Church in New York City. Dort wuchs durch ihn die Zahl der Kirchenmitglieder von 600 auf über 5000 und seine Lehre von der Kraft des „Positiven Denkens“ machte ihn zu einem der berühmtesten Pfarrer von New York. Von 1930 an bis zu seinem Tod war er mit Ruth Stafford Peale verheiratet. 1952 erschien sein erstes Buch Die Kraft positiven Denkens, das weltweit millionenfach verkauft wurde. 1984 wurde Peale mit der Presidential Medal of Freedom für seine theologische Arbeit ausgezeichnet.

## „Praktisch anwendbare Theologie“
Peales Theologie sollte nach seiner eigenen Formulierung eine „praktisch anwendbare Theologie für den Menschen“ sein. Er schuf daher im Grunde eine Art christlich fundierte Lebenshilfe und kein spirituell-theologisches Werk im engeren Sinn. In seinem Buch The Tough-Minded Optimist schrieb er in einem stark apologetisch formulierten Absatz, dass er auch Gedanken der Neugeist-Bewegung, insbesondere der  Unity-Bewegung, und diverser Autoren im Umfeld der Neugeist-Bewegung in seinem Buch verarbeitet habe, aber dennoch am trinitarischen Gottesbild festhalte, da er ein echter Christ im Sinne seiner Kirche sei.
Schon in seinem Buch „Mut und Vertrauen durch positives Denken“ (The Power of Positive Living) äußerte sich Peale zur Kritik an seiner Art der Lebenshilfe. Er führte aus, dass ihm viele einfache Menschen dankbar geschrieben hätten, dass sie mit seinen Anregungen aus dem Buch „Die Kraft des positiven Denkens“ ihre Probleme lösen konnten. „Und das Wichtigste: Viele sagten, es habe ihnen geholfen, Gott zu finden.“

## Kritik
Peales Lebenshilfemethode gilt als eine bedeutende Grundströmung des Positiven Denkens. Von Seiten der Evangelikalen und Pietisten wurde Peales Ansatz von Anfang an als rein innerweltlich oder esoterisch bzw. okkult abgelehnt. Vor allem Dave Hunt begründete die grundsätzliche Ablehnung von Peales Theologie auf den 639 Seiten seines Buches Die okkulte Invasion. In seinem zusammenfassenden Aufsatz Eine helle und eine dunkle Seite von Kraft? behauptet er, Peale wende sich aufgrund eines magischen Weltverständnisses an die „helle“ Seite der Kraft und kenne keinen persönlichen und gerechten Gott.
Auch von einigen Sektenexperten wird das Positive Denken nach Peale abgelehnt.
Eine kritische Auseinandersetzung mit dem Positiven Denken nimmt der Psychologe und Psychotherapeut Günter Scheich vor. Scheich untersucht die zweckgerichtete Vermengung von Religion und Psychologie. Peale verknüpft den Glauben an Gott auf „geradezu unerträgliche, blasphemische Art mit beruflichem und wirtschaftlichem Erfolg“.
Ursachen körperlicher Erkrankungen sieht Peale ursächlich im Geist. Mithin verharmlost er körperliche Ursachen und erweckt den Eindruck, medizinische Behandlung werde durch sein Verfahren des Positiven Denkens überflüssig, wenn man es richtig anwendet.
In den Lehren des Positiven Denkens, wie Peale sie vertritt, wird die „christliche Grundvorstellung von Glaube, Gebet oder Heilung zu angeblich unwiderstehlichen „Erfolgs“-Methoden verfälscht. Weil die Erfüllung christlicher Hoffnungen unter dem eschatologischen Vorbehalt steht, verbietet sich naiv-magisches Positives Denken.“

## Rezeption
Nelson Mandela schrieb im April 1969 an seine Frau Winnie: „Die Bücher Die Kraft positiven Denkens & Die Wirksamkeit positiven Denkens des amerikanischen Psychologen Dr. Norman Vincent Peale sind wohl eine lohnende Lektüre. Die Stadtbücherei sollte sie anschaffen. Den metaphysischen Aspekten seiner Argumente messe ich keine Bedeutung bei, aber seine Ansichten zu physischen & psychologischen Fragen halte ich für brauchbar.“

## Werke
- Die Kraft positiven Denkens. Oesch, Zürich 1960.
- Die Wirksamkeit positiven Denkens.
- So hilft positive Phantasie. Oesch Verlag.
- So hast du mehr vom Leben. Oesch Verlag.
- Trotzdem positiv. Oesch Verlag.
- Darum seid getröstet. Oesch Verlag.
- Lebe positiv! Wie die aktive Vorstellungskraft Dein Leben verändert.
- Heute fängt dein Leben an. Ein positives Wort für jeden Tag.
- Nimm das Glück in deine Hand.
- Was Begeisterung vermag.
- Leben kann Freude sein.
- Das Buch der Lebensfreude.
- Das Ja zum Leben. Oesch, Zürich 1994.
- Der Plus-Faktor. Heyne, München 1991.